# Småflagermus
Småflagermus er den ene af to underordner af flagermus. Den anden er storflagermus (flyvehunde). Småflagermus er udbredt over hele jorden og er en af de mest artsrige grupper af pattedyr. Alle europæiske flagermus er småflagermus. Mange småflagermus, inklusive alle europæiske arter lever af insekter, men en stor del af arterne, især i Syd- og Mellemamerika lever af blomsternektar og pollen. Andre fødeemner inkluderer blod (Vampyrflagermus) og fisk (Fiskeflagermus, Noctilio leporinus).

## Systematik
Systematikken er baseret på Simmons og Geisler (1998):
Overfamilie Emballonuroidea
- Familie Emballonuridae (sæk-vinger)

Overfamilie Rhinopomatoidea
- Familie Rhinopomatidae (musehaler)
- Familie Craseonycteridae (humlebiflagermus)

Overfamilie Rhinolophoidea
- Familie Rhinolophidae (hesteskonæser)
- Familie Nycteridae
- Familie Megadermatidae (falske vampyrflagermus)

Overfamilie Vespertilionoidea
- Familie Vespertilionidae (barnæser)

Overfamilie Molossoidea
- Familie Molossidae
- Familie Antrozoidae

Overfamilie Nataloidea
- Familie Natalidae
- Familie Myzopodidae
- Familie Thyropteridae
- Familie Furipteridae

Overfamilie Noctilionoidea
- Familie Noctilionidae (fiskeflagermus)
- Familie Mystacinidae
- Familie Mormoopidae
- Familie Phyllostomidae (bladnæser)